# بورصة كوبنهاغن
بورصة كوبنهاغن (الدنماركية Børsen "بورسن") المعروفة أيضا باسم Børsbygningen هي بورصة من القرن السابع عشر في مركز مدينة كوبنهاغن. يقع مبنى البورصة التاريخي بجوار قصر كريستيانسبورغ، مقر البرلمان الدانمركي على جزيرة سلوتسهولمن. مبنى البورصة من المعالم السياحية الشعبية في كوبنهاغن. يشتهر المبنى ببرجه المميز المبني على شكل ذيول أربعة تنانين مجدولة، والذي يصل ارتفاعه إلى  56 مترا.
بنيت البورصة على عهد الملك كريستيان الرابع بين 1619-1640. ويعتبر المبنى نموذجا رائدا عن نمط عمارة النهضة الهولندية في الدنمارك، وهو الآن مبنى تاريخي محمي لأغراض الحفظ.

## التاريخ
خطط كريستيان الرابع لمبنى البورصة كجزء من خطته لتعزيز دور كوبنهاغن كمركز للتجارة في شمال أوروبا. تم اختيار موقع على الجانب الشمالي من الجسر الذي كان يربط كوبنهاغن مع البلدة التجارية الجديدة كريستيانسهافن، والتي تم التخطيط لها على أراض مستصلحة قبالة سواحل أماير. كلف الملك المهندس لورينز فان ستينفينكل بتصميم المبنى الجديد، ولكن ستينفينكل توفي بعد فترة قصيرة. تم بعد ذلك تكليف أخاه هانز فان ستينفينكل لإتمام المهمة.
كان يتوجب في البداية تهيئة الموقع لأن الردم لم يكن مستقرا. شرع بالبناء في عام 1620 واكتمل إلى حد كبير في 1624 باستثناء البرج (الذي تم تثبيته في عام 1625) وتفاصيل الجملون الشرقي (الذي انتهى العمل عليه عام 1640). كان المبنى يحتوي على 40 مكتب تداول المكاتب في الطابق الأرضي وغرفة واحدة كبيرة في الطابق العلوي. استخدم المبنى كسوق خلال أواخر العقد 1620.
في 1647, باع كريستيان الرابع المبنى إلى التاجر ياكوب مادسن بمبلغ 50000 ريغسدالر دنماركي، إلا أن خليفته الملك فريدريك الثالث أعاد شراءه من أرملة مادسن .

### القرن التاسع عشر
في عام 1857،باع الملك فريدريك السابع المبنى إلى جمعية تجار الجملة (Grosserer-Societetet) بمبلغ 70000 ريغسدالر.
تم ترميم المبنى من قبل نيكولاي إيتفيد في 1745 وتم تجديده من الداخل في عام 1855. أحتضن المبنى سوق الأوراق المالية الدنماركي حتى عام 1974. في عام 1918، هاجم فوضويون عاطلون عن العمل مبنى البورصة، وسمي هذا الهجوم في كتب التاريخ الدنماركية باسم  ستورمن بو بورسن "stormen på Børsen" (العاصفة في البورصة).

## حريق مبنى البورصة
في 16 أبريل 2024 تعرّض مبنى بورصة كوبنهاغن لحريق ضخم في المبنى مما أدى إلى انهيار برجه الشهير، وفق ما ما أفادت صحفية في وكالة فرانس برس، حيث نشر وزير الثقافة الدنماركي ياكوب إنغل شميدت على منصة "إكس": "صور مروعة تردنا من مبنى البورصة هذا الصباح. 400 سنة من الإرث الثقافي الدنماركي تحترق".

## الاستخدام الحالي
يستخدم المبنى حاليا كمقر لغرفة التجارة الدنماركية (Dansk Erhverv).

## وصلات خارجية
- الموقع الرسمي